# Ghettos juifs en Italie
Des quartiers juifs dits ghettos (parfois appelés giudecca) ont existé à différentes périodes de l'histoire de l'Italie.
En 1492, les Juifs de Sicile et de Sardaigne - territoires alors sous juridiction espagnole - sont expulsés en application du décret de l'Alhambra édictant l'expulsion des Juifs d'Espagne. Le ghetto de Venise est fondé par la république de Venise, le 29 mars 1516. C'est de ce dernier qu'est tiré le mot « ghetto ». Le 14 juillet 1555, le pape Paul IV publie la bulle, Cum nimis absurdum, par laquelle il impose, dans les États pontificaux, des restrictions religieuses et économiques aux Juifs et créé les ghettos, dans les villes où résident les Juifs.
Ces ghettos seront réutilisé à partir de 1938 et supprimé à la fin de la seconde guerre mondiale ( 1939-1945)

## Histoire
Dès l'antiquité, la communauté juive en Italie choisit de se regrouper pour pouvoir plus facilement observer les règles du judaïsme (éducation des enfants, abattage rituel, prière collective).
L'existence des ancêtres des ghettos juifs est attestée et racontée, dès la domination romaine de l'Égypte : Philon d'Alexandrie décrit en 39 après J.-C. dans la Légation à Caius (Ambassade auprès de Caligula), les persécutions des Juifs et comment les Juifs « furent entassés comme de vils troupeaux » dans « un quartier étroit », pour y trouver la mort.
Les quartiers juifs n'ont pas toujours été des lieux où les Juifs étaient contraints de vivre : les Juifs eux-mêmes ont pu choisir de se regrouper principalement en raison du quorum de 10 personnes nécessaire à la prière collective juive et donc la proximité de la synagogue.
Ces quartiers portent les noms latin : Platea Judaeorum, italien : Giudecca, en français : Juiverie.
Le Corpus iuris civilis (droit romain antique) au VIe siècle, impose aussi la ségrégation des Juifs et les oblige à résider dans des quartiers spéciaux, ancêtres des ghettos.
« L'idée du ghetto, dans son sens restreint, résulte de la tendance implantée dans le christianisme du IVe siècle au Ve siècle afin d'isoler les Juifs et les humilier ». Cette idée apparait dans les conciles de l’Église du Moyen Age, en particulier lors du troisième concile du Latran (1179), où les Juifs et les chrétiens ne peuvent séjourner ensemble. Dans le programme anti-juif des ordres religieux chrétiens, en particulier en Italie, il est appliqué, par exemple, à Bologne en 1417 et à Turin en 1425 ou en 1430. Ce quartier est institué par les statuts de Savoie d'Amédée VIII, duc de Savoie qui restreint, dans le duché de Savoie, les droits des Juifs, révoque leurs privilèges, interdit de construire des synagogues et sépare les habitations des chrétiens et des Juifs, par la création de Judeasymes. Les Statuts de Savoie édictés en 1430 par Amédée VIII de Savoie sont considérés comme un Édit de tolérance même s'ils imposaient aux Juifs un lieu de résidence forcé. Toutefois, il semble que ce dernier point n'ait pas été respecté jusqu'au XVIIIe siècle et la fondation du ghetto de Turin en 1723.
Cependant le ghetto, en tant qu'institution permanente, n'apparaît qu'en 1516, créé par la république de Venise, à Venise. Les Juifs qui viennent y chercher refuge, sont acceptés sous condition qu'ils vivent dans le geto nuovo, une île isolée de Venise. C'est en 1541, que le vecchio geto est ajouté et que l'ensemble est appelé « ghetto ». Le mot ne se généralise que tardivement dans les autres cités de la péninsule italienne, comme à Rome où les sources chrétiennes évoquent d’abord un "sérail" (serraglio), un enclos ou une enceinte (recinto, ridotto, claustro degli ebrei). Si du côté juif on parle plutôt de "hasser", le terme ghetto coïncide plutôt avec le mot hébreu "ghet" qui correspond au document par lequel un homme concède le divorce à son épouse. De fait si les juifs ne perçurent pas immédiatement le changement radical qui s’imposait à eux, ils assimilèrent progressivement le ghetto à une sorte de divorce avec la société environnante selon Kenneth Stow.
Le 14 juillet 1555, le pape Paul IV publie sa sévère bulle, Cum nimis absurdum : celle-ci impose aux Juifs des États pontificaux des restrictions et interdits religieux et économiques, et créé les ghettos dans les villes où résident les Juifs. Les ghettos vénitien et romain sont établis dans des buts différents : à Venise, il s'agit de résoudre la question de la présence mal acceptée de prêteurs juifs tandis qu'à Rome, l'objectif est la conversion de masse des Juifs. Les ghettos en Italie à l'époque moderne étaient souvent le résultat d'une combinaison de discrimination religieuse, de pressions politiques et de considérations économiques, formant un ensemble complexe de facteurs qui ont influencé la mise en place de ces quartiers séparés, qui ont suscité une grande organisation spatiale et sociale complexe.
Il convient de rappeler que, en particulier en Italie centrale, des communautés juives subsistèrent dans certains petits États ou fiefs plus ou moins autonomes et indépendants, en particulier le long de la frontière entre le grand-duché de Toscane et l’État de l’Église. En effet, si la ghettoïsation s'impose progressivement comme la forme d’administration la plus répandue des populations juives d’Italie mais elle n’est pas la seule : elle coexiste avec d’autres modes de gestion à l’intérieur même de certains États, l’obligeant pas les populations juives à vivre dans des quartiers séparés comme ce fut le cas à Livourne, à Pise ou dans certaines petites "cités de confins" ou "de refuge" offert par quelques seigneurs ; c’est‑à-dire avec d’un côté des populations juives assignées à résidence dans des ghettos et de l’autre des groupes juifs (certes plus restreints) qui continuent à pratiquer le commerce de l’argent et à vivre plus ou moins librement mais en tout cas sans être soumis à une forme explicite et codifiée de ségrégation dans des petites localités que l’historien Ariel Toaff définit comme des "communautés de frontières".
Malgré la tendance du ghetto au XVIe siècle, ils n’ont pas été institués partout et certains ghettos ont d’ailleurs disparu peu de temps après avoir été érigés, en particulier dans les États de l’Église : c’est le cas, par exemple, de ceux d’Ascoli (1555-1569), de Bologne (1566-1593), de Cingoli (1555-1569), ou encore d’Imola (1555-1569).
En 1624, le pape Urbain VIII ordonne la concentration des Juifs dans la légation apostolique de Ferrare, à Lugo et à Cento.
Durant la Seconde Guerre mondiale, le ghetto d'Iseo est rétabli par l'Allemagne nazie. Le 16 octobre 1943, 1 249 Juifs sont raflés dans le ghetto et la ville de Rome. Ils sont déportés dans le camp d'extermination d'Auschwitz. Seuls, 16 d'entre-eux en reviennent. Ces rafles se reproduisent pour les Juifs d'autres ghettos italiens. Plusieurs camps de transit ou de concentration sont créés en Italie afin de regrouper les Juifs arrêtés dans le pays : il s'agit des camps de Borgo San Dalmazzo, Fossoli, Risiera di San Sabba à Trieste et celui de Bolzano.

## Liste des ghettos Juifs en Italie
Liste, partielle, des ghettos italiens officiels, classés par région, dans l'ordre de leur création :
| \| L'Aquila (Via ed Arco dei Giudei in Paganica) · Casacanditella · Castel di Ieri · Guardiagrele · Lanciano · Loreto Aprutino · Tornimparte · Arena · Galatro (Largo Giudecca, Via Giudecca et Vico Primo Giudecca) · Martirano · Montalto Uffugo · Reggio de Calabre · Rossano (Piazza Giudecca et Via Giudecca) · Melito di Porto Salvo · Paola · Sarno · Naples · Somma Vesuviana · Argelato · Bologne · Imola · Longiano · Lugo · San Giorgio di Piano · Berra · Scandiano · Ro · Canale Monterano · Bomarzo · Filettino · Ronciglione · Lerici · Mornico Al Serio · Bagnolo San Vito · Brissago-Valtravaglia · Moglia · Viadana · Villimpenta · Urbin (via Monte degli Ebrei) · Camerino · Barchi · Gradara · Pesaro · Villimpenta · Acquasparta · Gualdo Tadino · Alexandrie (via Sale in Contrada Ebrei) · Niella-Belbo · Rivalta di Torino · San Francesco al Campo · Verolengo · Vicoforte · Ostuni (Passatoio dei Giudei) · San Severo · Trani · Alessano · Altamura (Claustro La Giudecca) · Carpignano Salentino · Gallipoli · Secli · Cursi · San Marino (viale Campo dei Giudei) · Alghero (Carrero des Hebreus) · Cagliari · Mineo · Naso · Trapani · Taormine · Livourne (Via Ebrei Vittime del Nazismo) · Villafranca in Lunigiana (Borgo degli Ebrei) · Anghiari · Cavallino-Treporti · Illasi · Marano di Valpolicella · Mogliano Veneto · Monselice · Nogarole Rocca · Pontecchio Polesine · Sorgà · Teolo · Trevenzuolo · Venise (Ghetto Vecchio, Campo di Ghetto Nuovo) · Vérone · Zimella \| indique l'utilisation des termes Ebrei ou Giudei. · indique l'utilisation du terme giudecca. · indique l'utilisation du terme ghetto. |
| L'Aquila (Via ed Arco dei Giudei in Paganica) · Casacanditella · Castel di Ieri · Guardiagrele · Lanciano · Loreto Aprutino · Tornimparte · Arena · Galatro (Largo Giudecca, Via Giudecca et Vico Primo Giudecca) · Martirano · Montalto Uffugo · Reggio de Calabre · Rossano (Piazza Giudecca et Via Giudecca) · Melito di Porto Salvo · Paola · Sarno · Naples · Somma Vesuviana · Argelato · Bologne · Imola · Longiano · Lugo · San Giorgio di Piano · Berra · Scandiano · Ro · Canale Monterano · Bomarzo · Filettino · Ronciglione · Lerici · Mornico Al Serio · Bagnolo San Vito · Brissago-Valtravaglia · Moglia · Viadana · Villimpenta · Urbin (via Monte degli Ebrei) · Camerino · Barchi · Gradara · Pesaro · Villimpenta · Acquasparta · Gualdo Tadino · Alexandrie (via Sale in Contrada Ebrei) · Niella-Belbo · Rivalta di Torino · San Francesco al Campo · Verolengo · Vicoforte · Ostuni (Passatoio dei Giudei) · San Severo · Trani · Alessano · Altamura (Claustro La Giudecca) · Carpignano Salentino · Gallipoli · Secli · Cursi · San Marino (viale Campo dei Giudei) · Alghero (Carrero des Hebreus) · Cagliari · Mineo · Naso · Trapani · Taormine · Livourne (Via Ebrei Vittime del Nazismo) · Villafranca in Lunigiana (Borgo degli Ebrei) · Anghiari · Cavallino-Treporti · Illasi · Marano di Valpolicella · Mogliano Veneto · Monselice · Nogarole Rocca · Pontecchio Polesine · Sorgà · Teolo · Trevenzuolo · Venise (Ghetto Vecchio, Campo di Ghetto Nuovo) · Vérone · Zimella |

### Piémont
- Ghetto de Turin (1679-1848) : Il s'agit du premier des 19 ghettos dans lesquels sont enfermés environ 5 000 Juifs du duché de Savoie. Pour enfermer les 763 Juifs qui vivaient alors dans la ville, le grand bâtiment de l'Ospedale dei Mendicanti à San Filippo est choisi. L'augmentation rapide de la population juive, qui, en 1794, atteint plus de 1 300 personnes et conduit à étendre la zone du ghetto à la zone contiguë du nouveau ghetto, entre les rues de San Francesco et la Piazza Carlina.
- Ghetto de Fossano (1705-1848) : En 1705, le ghetto est mis en place, dans la via IV Novembre, à la limite des quartiers Salice et Romanisi
- Ghetto d'Alexandrie (1723-1848) : Situé via Milano et via Migliara, 420 Juifs d'Alexandrie y sont assignés à résidence obligatoire
- Ghetto d'Asti (it) (1723-1848) : Créé par la maison de Savoie, dans l'actuelle via Aliberti
- Ghetto de Casale Monferrato (1723-1848): Le ghetto est délimité par les vias d'Azeglio et Balbo, d'un côté et de l'autre par la via Roma, l'allée Castagna et la grande Piazza San Francesco. Lors du recensement de 1761, il comprend 136 familles, avec un total de 673 personnes[11]
- Ghetto de Nizza Monferrato (it) (1723-1848) : 79 Juifs vivent alors à Nizza Monferrato ils sont contraints, en 1723, de déménager de leurs maisons du quartier Ospedale, à l'actuelle via Massimo d'Azeglio, où leurs descendants y restent jusqu'à leur émancipation en 1848.
- Ghetto de Trino (1723-1848) : La population juive atteint le maximum de 100 membres en 1880.
- Ghetto de Vercelli (1723-1848) : 158 Juifs vivaient dans la ville. En 1740, le ghetto est déplacé dans la zone autour de la présente via Elia Emanuele Foa (anciennement la via degli Orefici)
- Ghetto de Biella (1724-1848)[12]
- Ghetto de Carmagnole (1724-1848) : Créé dans le quartier Cherche ou Cierche[13]
- Ghetto de Chieri (1724-1848) : La présence juive est documentée depuis le XVe siècle, dans le quartier autour de l'église de San Domenico. En 1724 , avec l'institution du ghetto, les 73 Juifs vivant alors à Chieri sont contraints de vivre dans l'immeuble Villa, au 8 via della Pace 8[14].

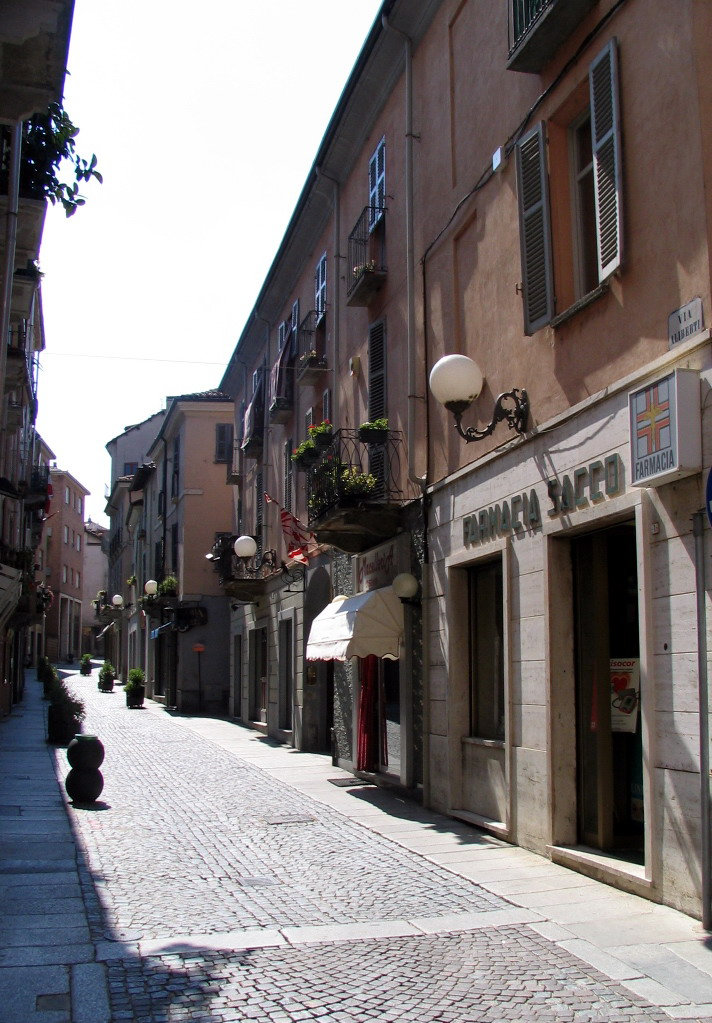
Entrée du ghetto d'Asti

- Ghetto de Coni (1436-1848) : En 1436, le Conseil général de la Ville approuve l'emprisonnement des Juifs dans un angulo (ghetto). Dans la première moitié du XVIIe siècle, la zone de l'Angelo compte environ 400 Juifs. Un ghetto est créé 1724[15].
- Ghetto d'Ivrée (1724-1848) : situé via Palma (actuelle via Quattro Martiri), derrière les murs du château. Au recensement de 1761, 7 familles, soit 57 personnes y vivent[16].
- Ghetto de Mondovi (1724-1848) : Le ghetto est constitué de quelques maisons dans le quartier de Vico à l'intersection des vicolo Pizzo e Piazza d’Armi.
- Ghetto de Saluces (1724-1848) : En 1724, le premier ghetto de Saluces est créé. En 1795, le ghetto est déplacé vers une autre zone à proximité du centre de la ville, via Deportati Ebrei[17].
- Ghetto d'Acqui Terme (1731-1848) : En 1731, avec la création du ghetto, les Juifs d'Acqui Terme sont contraints de se concentrer dans deux grands bâtiments qui existent encore, sur la piazza della Fontana Bollente.
- Ghetto de Moncalvo (1732-1848) : Le ghetto est créé par la maison de Savoie en 1731. 171 personnes de la communauté juives vont y vivre. Le ghetto était situé dans un court passage, avec des entrées via Montanari et via XX Settembre. Au début du XIXe siècle, la communauté atteint son expansion maximale. En 1836, 233 personnes vivent dans le ghetto.
- Ghetto de Cherasco (1740-1848) : Le ghetto est créé par la maison de Savoie en 1740, dans un grand bâtiment, à l'angle de ce qui est maintenant la via Marconi et la via Vittorio Emanuele.
- Ghetto de Savillan (1774-1848)[18]

### Lombardie

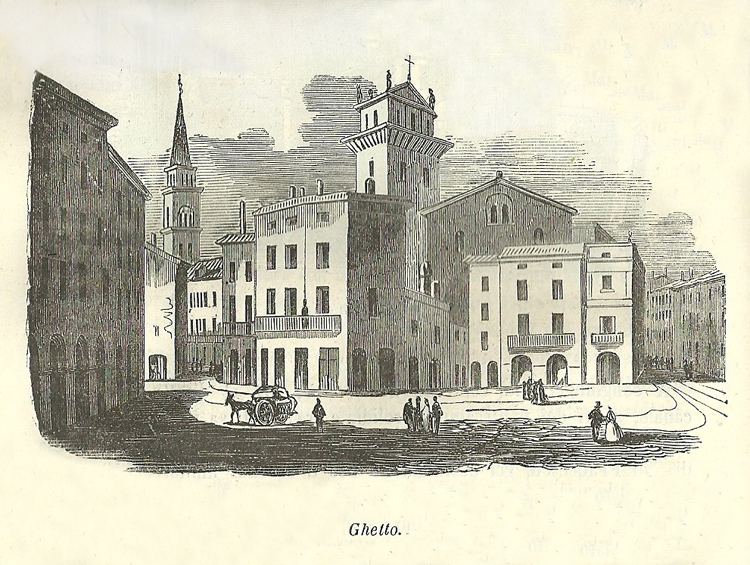
Le ghetto de Mantoue

- Ghetto de Mantoue (it) (1612-1798) : Le ghetto est créé en 1610 par le duc Vincent Ier de Mantoue, mais n'est opérationnel qu'en 1612 : il est créé en application de la bulle de Paul IV. Sept % de la population de la ville, soit 408 familles, sont contraintes de se concentrer dans les quartiers del Cammello et del Grifone. Le ghetto est aboli par l'arrivée des troupes de Napoléon en 1798. Il est partiellement démoli en 1904.
- Ghetto d'Iseo (1460-1945) : Un premier ghetto est créé en 1460[19],[20].

### Vénétie

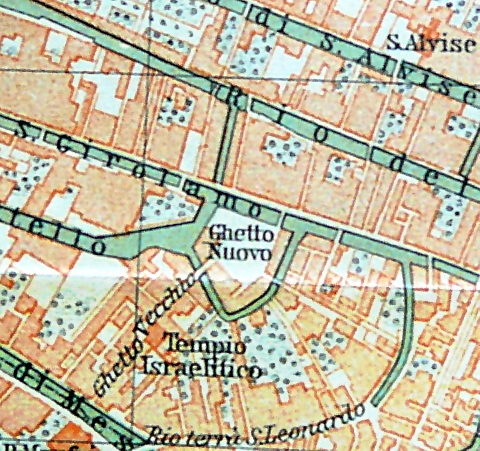
Nuovo ghetto de Venise, 1905

- Ghetto de Venise (1516-1797) : Il est institué par la république de Venise en 1516. Ce ghetto est présenté comme le premier ghetto au monde. Le mot ghetto provient du quartier où il était implanté[21].
- Ghetto de Vérone (1600-1797) : Le ghetto est créé en 1600. Contrairement à Venise, les Juifs ne sont pas contraints d'y vivre.
- Ghetto de Padoue (1603-1797) : Le ghetto est situé au sud de la Piazza delle Erbe[22].

### Frioul-Vénétie Julienne
- Ghetto de Trieste (1696-1784) : Le ghetto est créé en 1696. Il est situé entre la piazza della Borsa et le théâtre romain[23].
- Ghetto de Gorizia (1698-1784) : Le 24 mars 1696, l'empereur Léopold Ier de Habsbourg ordonne la création du ghetto de Gorizia, qui entre en service en mai 1698[24].
- Ghetto de Gradisca d'Isonzo (1769-1782) : Durant ces années, les Juifs sont placés en résidence surveillée dans le ghetto, qui consiste en une série de maisons situées le long de l'actuelle via Petrarca. Elia Morpurgo milite pour sa suppression.

### Émilie-Romagne
- Ghetto de Bologne (it) (1566-1859) : Le ghetto est créé en application de la bulle papale Cum nimis absurdum. Il est situé dans le centre historique entre les via Zamboni, via Oberdan et via Marsala.
- Ghetto de Ferrare (it) (1627-1859) : Institué en 1627 sur ordre d'Urbain VIII[10], il est situé dans la partie ancienne de la ville à proximité de la cathédrale Saint-Georges et du château d'Este. Le ghetto est aboli à l'occasion de l'unification de l'Italie mais reste un lieu de vie de la communauté juive de Ferrare.
- Ghetto de Cento (1638-1831) : Le ghetto est institué en 1627 par Urbain VIII, mais ce n'est qu'en 1638, que le légat apostolique à Bologne, Stefano Durazzo, en fixe les règles[10].
- Ghetto de Reggio d'Émilie (1669-1797) : Créé en 1669 par décret de la duchesse Laura Martinozzi d'Este et effectif en 1671. Les Juifs ne peuvent acquérir de biens en dehors du ghetto et doivent porter un signe distinctif rouge. Les portes du ghetto sont détruites à l'arrivée de l'armée de Napoléon, en 1796 et les Juifs sont rétablis dans leurs droits[25].

### Ligurie
- Ghetto de Gênes : Créé en 1600[26] ou 1660.

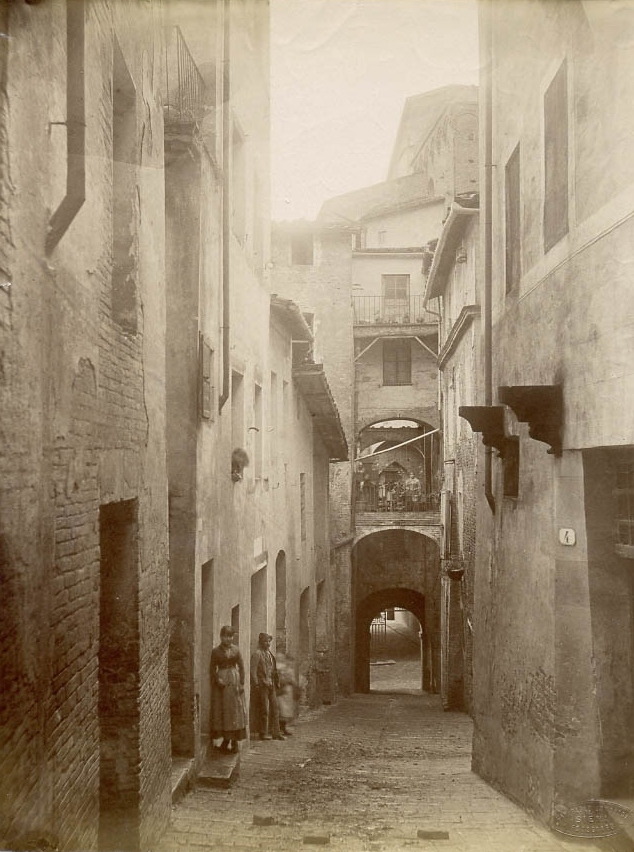
Paolo Lombardi, Rue du ghetto de Sienne, photographie, vers 1850

- Ghetto de Lerici

### Toscane
- Ghetto de Florence (1571-1848), démoli (1885-1895)
- Ghetto de Sienne (1571-1859) : La présence des Juifs à Sienne est attestée par des documents de 1229. En 1571, il est décrété la résidence forcée des Juifs dans le ghetto vers la Piazza del Campo, où ils resteront jusqu'en 1859
- Ghetto de Pitigliano (1622-1861) : La communauté juive de Pigigliano est appelée la Petite Jérusalem.

### Trentin

Ghetto de Rovereto

- Ghetto de Rovereto

### Marches
- Ghetto d'Ancône (1555-1861)[27]
- Ghetto d'Osimo (1555-1861)
- Ghetto de Pesaro (1632-1861)
- Ghetto d'Urbino (1633-1861)
- Ghetto de Senigallia (1634-1861)

### Latium
- Ghetto de Rome (1555-1870), partiellement démoli (1888) : Il est créé à la suite de la bulle pontificale Cum nimis absurdum,
- Ghetto de Ronciglione
- Ghetto de Sacrofano (it)
- Ghetto de Tivoli (1555-1847)

### Campanie

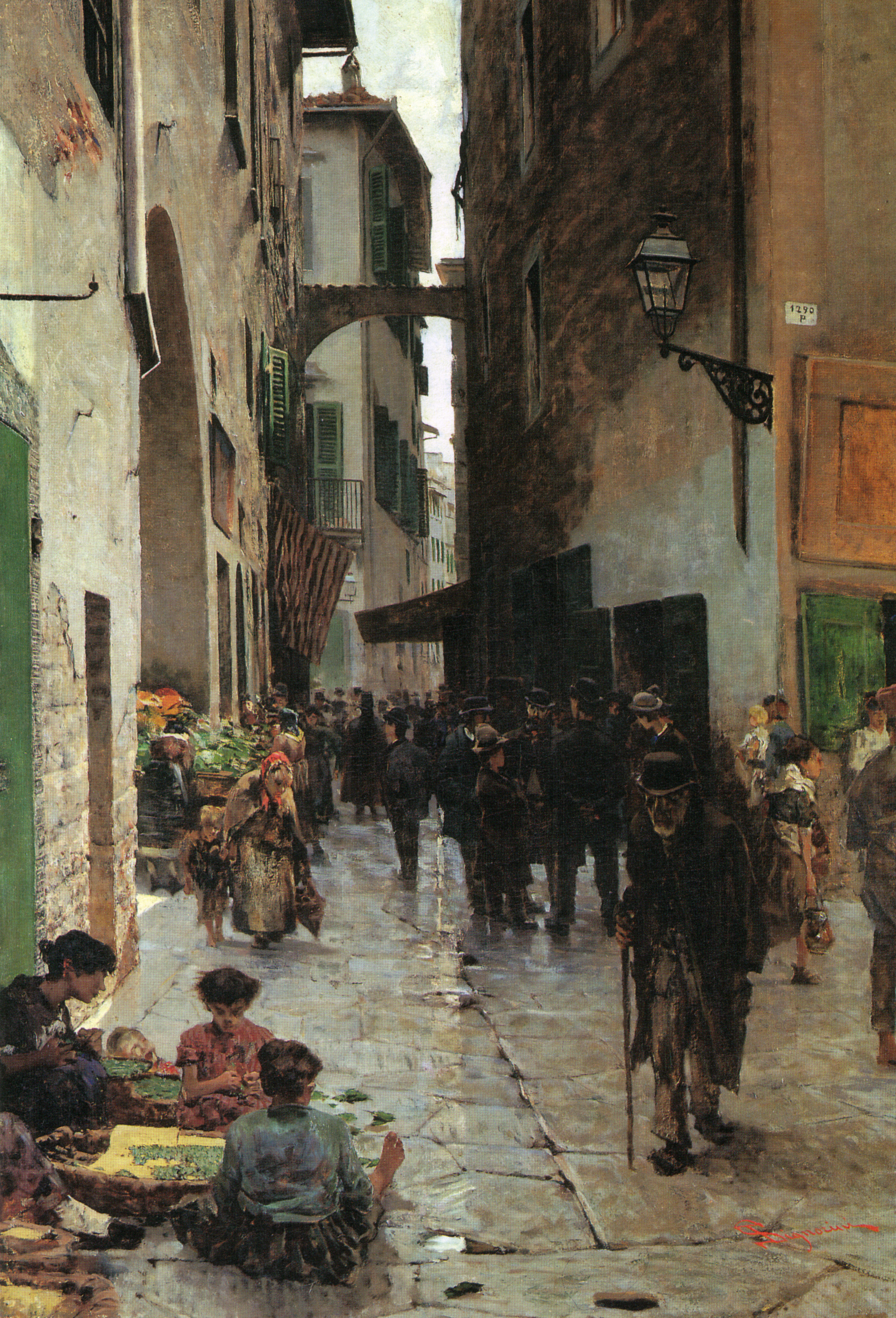
Ghetto de Florence, T. Signorini, 1882

- Ghetto de Capoue (1375-1540)[28]

### Pouilles
- Ghetto de Manduria

## Autres
Durant la période romaine de l'Égypte, à Alexandrie, un ghetto est cité par Philon d'Alexandrie, en 38 av. J.-C..

## Source de la traduction
- (it) Cet article est partiellement ou en totalité issu de l’article de Wikipédia en italien intitulé « Ghetti ebraici in Italia » (voir la liste des auteurs).